# Woodway (Texas)
Woodway és una població dels Estats Units a l'estat de Texas. Segons el cens del 2000 tenia 8.733 habitants.

## Demografia
Segons el cens del 2000, Woodway tenia 8.733 habitants, 3.382 habitatges, i 2.759 famílies. La densitat de població era de 510,9 habitants per km².
Dels 3.382 habitatges en un 31,9% hi vivien nens de menys de 18 anys, en un 75,1% hi vivien parelles casades, en un 5,1% dones solteres, i en un 18,4% no eren unitats familiars. En el 16,1% dels habitatges hi vivien persones soles el 7% de les quals corresponia a persones de 65 anys o més que vivien soles. El nombre mitjà de persones vivint en cada habitatge era de 2,58 i el nombre mitjà de persones que vivien en cada família era de 2,88.
Per edats la població es repartia de la següent manera: un 23,9% tenia menys de 18 anys, un 5,8% entre 18 i 24, un 21,3% entre 25 i 44, un 33,5% de 45 a 60 i un 15,6% 65 anys o més.
L'edat mediana era de 44 anys. Per cada 100 dones de 18 o més anys hi havia 93,5 homes.
La renda mediana per habitatge era de 70.139 $ i la renda mediana per família de 80.161 $. Els homes tenien una renda mediana de 57.363 $ mentre que les dones 30.822 $. La renda per capita de la població era de 36.306 $. Aproximadament el 2,6% de les famílies i el 2,8% de la població estaven per davall del llindar de pobresa.

## Poblacions més properes
El següent diagrama mostra les poblacions més properes.